# Линкенбах
Линкенбах (њем. Linkenbach) општина је у њемачкој савезној држави Рајна-Палатинат. Једно је од 62 општинска средишта округа Нојвид. Према процјени из 2010. у општини је живјело 476 становника. Посједује регионалну шифру (AGS) 7138040.

## Географски и демографски подаци
Линкенбах се налази у савезној држави Рајна-Палатинат у округу Нојвид. Општина се налази на надморској висини од 340 метара. Површина општине износи 5,4 km². У самом мјесту је, према процјени из 2010. године, живјело 476 становника. Просјечна густина становништва износи 88 становника/km².